# Hank
Hank (2009) – amerykański serial komediowy nadawany przez stację ABC od 30 września do 4 listopada 2009 roku. W Polsce serial jest nadawany od 6 stycznia 2011 roku na kanale Comedy Central.
W Stanach Zjednoczonych na kanale ABC miało zostać wyemitowane 10 odcinków serialu, ale zostało wyemitowanych 5 odcinków. Emisja zakończyła się 4 listopada 2009 roku. 11 listopada 2009 roku serial został anulowany. Powodem była zbyt niska oglądalność serialu, słabe oceny oraz złe opinie.

## Opis fabuły
Hank Pryor (Kelsey Grammer), prezes dobrze prosperującej firmy, niespodziewanie traci pracę. Gdy kończą się oszczędności, musi wraz z rodziną przenieść się na prowincję. Korzystając z wolnego czasu spróbuje odbudować swoje relacje z dziećmi i żoną. Na dłuższą metę Hank nie wyobraża sobie jednak takiego życia i postanawia założyć nową firmę ze swoim szwagrem. Czy spółka z nieprzyzwyczajonym do ciężkiej harówki wspólnikiem ma szansę powodzenia?

## Obsada
- Kelsey Grammer jako Hank Pryor
- Melinda McGraw jako Tilly Pryor
- Jordan Hinson jako Maddie Pryor
- Nathan Gamble jako Henry Pryor
- David Koechner jako Grady Funk

## Spis odcinków
| Światowa premiera | Polska premiera | N/o | Angielski tytuł                |
| ----------------- | --------------- | --- | ------------------------------ |
|                   |                 |     |                                |
| SERIA PIERWSZA    |                 |     |                                |
|                   |                 |     |                                |
| 30.09.2009        | 06.01.2011      | 01  | Pilot                          |
|                   |                 |     |                                |
| 07.10.2009        | 06.01.2011      | 02  | Yard Sale                      |
|                   |                 |     |                                |
| 14.10.2009        | 06.01.2011      | 03  | Drag Your Daughter to Work Day |
|                   |                 |     |                                |
| 21.10.2009        | 06.01.2011      | 04  | Relax, Don't Do It             |
|                   |                 |     |                                |
| 04.11.2009        | 13.01.2011      | 05  | Hanksgiving                    |
|                   |                 |     |                                |
| niewyemitowany    | 13.01.2011      | 06  | Got It                         |
|                   |                 |     |                                |
| niewyemitowany    | 20.01.2011      | 07  | Hank's Got a Friend            |
|                   |                 |     |                                |
| niewyemitowany    | 20.01.2011      | 08  | The Pryor Name                 |
|                   |                 |     |                                |
| niewyemitowany    | 27.01.2011      | 09  | Tree House                     |
|                   |                 |     |                                |
| niewyemitowany    | 27.01.2011      | 10  | Dog                            |
|                   |                 |     |                                |